# Вигарано-Майнарда
Вигарано-Майнарда (итал. Vigarano Mainarda) —  коммуна в Италии, располагается в регионе Эмилия-Романья, подчиняется административному центру Феррара.
Население составляет 6589 человек, плотность населения составляет 157 чел./км². Занимает площадь 42 км². Почтовый индекс — 44049. Телефонный код — 0532.
Покровителями коммуны почитаются святые апостолы Пётр и Павел, празднование 29 июня,  и Антоний Падуанский.